# Odax acroptilus
Odax acroptilus är en fiskart som först beskrevs av Richardson, 1846.  Odax acroptilus ingår i släktet Odax och familjen Odacidae. IUCN kategoriserar arten globalt som livskraftig. Inga underarter finns listade i Catalogue of Life.